# 国民生产总值
，台湾亦称国民生产毛额，在描述地区性生产时称本地居民生产总值或地区居民生产总值，即某一区域公民一年内所生产的最终产品（包括劳务）的市场价值的总和，是国民收入核算中最重要的组成部分。
國民生產毛額一詞已逐漸被概念相近的國民所得取代，其計算方式也隨之改變。
在经济学上，由于不同角度，对国民生产总值的计算方式也有多种。如：
- 产品流动法（Flow of Product Approach）
- 部门法（Sector Approach）

从理论上说，上述3种方式最后统计得出的结果应该是一致的。现在国际上计算國民生產總值的通行方法为FPA，并将它得出的数据作为标准。
计算公式：Q1·P1＋Q2·P2＋......＋Qn·Pn ＝ 國民生產總值
其中：
- Q代表各种劳务与最终产品（Final Products），即不包括生产各环节中重复计算的部分。
- P代表劳务与最终产品的价格。

## 外部連結
- 香港政府統計處 - 最新本地居民生產總值（页面存档备份，存于）